# Komjáthi Imre
Komjáthi Imre (Sajószentpéter, 1968. március 9. –) magyar politikus, lakatos, 2022 óta országgyűlési képviselő, és Magyar Szocialista Párt társelnöke 2022 és 2024 között, majd 2024-től elnöke. 2014–2016 között a párt országos elnökségének tagja, 2018–2020 között a párt egyik alelnöke, 2020–2022 között elnökhelyettese.

## Életpályája
Kilencgyermekes család legidősebb tagja, édesapja traktorosként dolgozott, háztartásbeli édesanyja 46 éves korában szívinfarktusban elhunyt. Lakatosszakmát szerzett, majd 1985–2018 között a BorsodChemnél illetve jogelődjénél dolgozott. Eredetileg lakatos szakmunkás volt. 1999-ben érettségizett, egyetemi tanulmányait a Miskolci Egyetem személyügyi, munkaügyi és szociális igazgatás szakon 2025-ben fejezte be.
A 2010-es évek végén irányítástechnikai rendszerkezelőként dolgozik folyamatos műszakban. 1991 és 2001 között a Kazincbarcikai Vegyész Szakszervezet üzemi titkára volt. 2006-ban lépett be az MSZP-be. 2009-ben tagja volt a fiatal baloldaliakat tömörítő "[demokratikus hálózat]" nevű civil szervezetnek, amellyel több tiltakozó akciót és demonstrációt szervezett. 2014. július 19. és 2016. július 25. között tagja volt az MSZP országos elnökségének. 2018. június 17-én az MSZP alelnökévé választották. 2018.december 8-án a rabszolgatörvény-ellenes tüntetésen a beszédek elhangzása után berohant a Kossuth térre, miközben másokat is erre buzdított – a politikus meg is sérült az esemény során, mikor kisebb dulakodás során egy elválasztó elemhez szorult. 2019. szeptember 6-án tiltakozásul az esztergomi Suzuki gyár elé láncolta magát.
A 2021-es magyarországi ellenzéki előválasztáson az MSZP-Párbeszéd őt indította Csepel és Soroksár közös választókerületében az újrázó Szabó Szabolccsal szemben.
2022. április 3-án országos listán országgyűlési képviselői mandátumot szerzett.
A 2024-es önkormányzati és EP választásokat követően 2024. június 22-én jelentette be, hogy szeptember 28-ai dátummal lemond a társelnöki posztról. A párt kongresszusa az MSZP új alapszabályának elfogadásával megszüntette a társelnöki rendszert, és a 2024. október 19-ei tisztújító kongresszuson a párt elnökének választotta Komjáthit.

## Családja
Nős, felesége szociálpedagógus, két közös gyermekük született. Edelényben élnek, a család Komjáthi néhai húgának négy árván maradt gyermekét nevelik.

## Társadalmi szerepvállalása
- 2010-ben megválasztották az Edelény és Térsége Helyi Szervezet elnökének, majd 2012-ben és 2014-ben újraválasztották.
- 2012-ben ez első Éhségmenet egyik főszervezője volt.
- A Munkát, Kenyeret, Tisztességes Béreket Egyesület elnöke.
- 2013–2018 között a Közmunkás Szakszervezet társelnöke
- 2013-ban a második Éhségmenet egyik főszervezője volt.
- 2014-ben Radnóti Miklós Antirasszista díjjal tüntette ki a Magyar Ellenállók és Antifasiszták Szövetsége.
- 2014–2016 között tagja volt az MSZP országos elnökségének.
- 2018. június 17-én az MSZP alelnökévé választották.
- 2020. szeptember 19-én az MSZP elnökhelyettesévé választották.
- 2022. április 3-án országos listán országgyűlési képviselői mandátumot szerzett.
- 2022. május 2-tól az Országgyűlés Törvényalkotási bizottságának alelnöke.
- 2022. október 22-től 2024. szeptember 28-áig az MSZP egyik társelnöke.
- 2024. október 19-től az MSZP elnöke.